# Megalogomphus sumatranus
Megalogomphus sumatranus là loài chuồn chuồn trong họ Gomphidae. Loài này được Krüger mô tả khoa học đầu tiên năm 1899.